# Shresht
Shresht är ett vattendrag i Armenien.   Det ligger i provinsen Vajots Dzor, i den centrala delen av landet, 70 kilometer sydost om huvudstaden Jerevan.
Trakten runt Shresht består i huvudsak av gräsmarker. Runt Shresht är det ganska tätbefolkat, med 70 invånare per kvadratkilometer.